# Кильсе-Мечеть
Кильсе́-Мече́ть (укр. Кільсе-Мечеть, крымскотат. Kilse Meçit, Кильсе Мечит) — исчезнувшее село в Советском районе Республики Крым, располагавшееся на юго-востоке района, на правом берегу реки Кучук-Карасу, примерно в 1,5 км к югу от современного села Пруды.

## История
Первое документальное упоминание села встречается в Камеральном Описании Крыма… 1784 года, судя по которому, в последний период Крымского ханства Килес входил в Кучук Карасовский кадылык Карасьбазарскаго каймаканства. После присоединения Крыма к России (8) 19 апреля 1783 года, (8) 19 февраля 1784 года, именным указом Екатерины II сенату, на территории бывшего Крымского Ханства была образована Таврическая область и деревня была приписана к Левкопольскому, а после ликвидации в 1787 году Левкопольского — к Феодосийскому уезду Таврической области. После Павловских реформ, с 1796 по 1802 год, входила в Акмечетский уезд Новороссийской губернии. По новому административному делению, после создания 8 (20) октября 1802 года Таврической губернии, Кильсе-Мечеть (Насир) был включён в состав Урускоджинской волости Феодосийского уезда.
Видимо опустевшее после 1793 года селение было в 1802 году пожаловано вице-губернатору Таврической области А. И. Шостаку и заселено ногайцами. Семья Шостак-Рудзевич владела тут землями в 4800 десятин.
По Ведомости о числе селении, названиях оных, в них дворов… состоящих в Феодосийском уезде от 14 октября 1805 года , в деревне Насир числилось 35 дворов и 446 жителей ногаев На военно-топографической карте генерал-майора Мухина 1817 года деревня Килсемечит обозначена с 57 дворами. После реформы волостного деления 1829 года, согласно «Ведомости о казённых волостях Таврической губернии» от 31 августа 1829 года, Кельсе Мечеть отнесли к Борюсской волости того же уезда. Затем, видимо, вследствие эмиграции крымских татар (в особенности ногайцев) в Турцию, деревня опустела и на картах 1836 и 1842 года уже хутор Кильсе-Мечеть обозначен условным знаком «малая деревня», то есть, менее 5 дворов.
В 1860-х годах, после земской реформы Александра II, деревню приписали к Шейих-Монахской волости. Согласно «Списку населённых мест Таврической губернии по сведениям 1864 года», составленному по результатам VIII ревизии 1864 года, Кильсе-Мечеть — владельческая деревня татарская и немецких колонистов с 9 дворами, 64 жителями и мечетью при реке Кучук-Кара-Су. На трёхверстовой карте Шуберта 1865—1876 года на хуторе Кильсемечеть обозначено 9 дворов. Упоминается в «…Памятной книжке Таврической губернии на 1892 год», согласно которой в безземельной деревне Кильсе-Мечеть, не входившей ни в одно сельское общество, было 82 жителя, у которых домохозяйств не числилось, а на подробной военно-топографической карте 1892 года обозначена Кильсе-Мечеть, как сад без строений. В дальнейшем в доступных источниках не встречается, но на километровой карте Генштаба Красной армии 1941 года, в которой за картооснову, в основном, были взяты топографические карты Крыма масштаба 1:84000 1920 года и 1:21000 1912 года, обзначено малое поселение (возможно, хутор) Кильса-Мечете.